# Drač (kraj)
Kraj Drač (albánsky Qarku i Durrësit) je jeden ze dvanácti albánských krajů.
Skládá se z okresů Drač a Krujë. Krajským městem je Drač (Durrës). 
Žije zde asi 246 000 obyvatel (odhad 2004), a má rozlohu 827 km². Leží na západě země na pobřeží Jaderského moře. 
Na severu sousedí s krajem Lezhë, na východě s Dibrë a na jihu s Tirana.